# Tuy Lộc, Cẩm Khê
Tuy Lộc là một xã thuộc huyện Cẩm Khê, tỉnh Phú Thọ, Việt Nam.
Xã Tuy Lộc có diện tích 8,89 km², dân số năm 1999 là 7.445 người, mật độ dân số đạt 837 người/km².